# Oxalis trilliifolia
Oxalis trilliifolia là một loài thực vật có hoa trong họ Chua me đất. Loài này được Hook. mô tả khoa học đầu tiên năm 1831.